# Tommy Spurr
Tommy Spurr (Leeds, 30 settembre 1987) è un ex calciatore inglese, di ruolo difensore.

## Caratteristiche tecniche
Terzino sinistro, può giocare anche come difensore centrale.

## Carriera
Nel 2011 il Doncaster Rovers lo preleva in cambio di 225000 €. Due anni dopo, in seguito al successo in League One, passa al Blackburn.

## Palmarès

### Club

#### Competizioni nazionali
- Football League One: 1

Doncaster: 2012-2013